# Kenneth MacMillan
Kenneth MacMillan (Dunfermline, 11 december 1929 - Londen, 29 oktober 1992) was een Brits balletdanser en choreograaf. Hij was tussen 1970 en 1977 artistiek directeur van het Royal Ballet in Londen, en van 1977 tot zijn dood de belangrijkste choreograaf van dit gezelschap. Hij creëerde meer dan zestig korte en langere balletten, waarvan er verscheidene nog steeds in zijn choreografie worden uitgevoerd.

## Biografie
MacMillan was al op jonge leeftijd vastbesloten om danser te worden, hoewel hij uit een familie kwam die geen enkele band had met muziek of dans. De directeur van het Sadler's Wells Ballet, Ninette de Valois, accepteerde hem als leerling, en vervolgens als danser in haar gezelschap. Eind jaren veertig bouwde MacMillan een succesvolle carrière als danser op; hij leed echter aan plankenkoorts en stopte met optreden toen hij in de twintig was.
Hierna werkte hij uitsluitend als choreograaf; hij creëerde tien avondvullende balletten en meer dan vijftig kortere balletten. Naast zijn werk voor balletgezelschappen was hij betrokken bij televisie, musicals, toneel en opera. Hoewel hij voornamelijk wordt geassocieerd met het Royal Ballet (dat uit het Sadler's Wells ballet was voortgekomen) werkte MacMillan gedurende zijn carrière als choreograaf ook veel samen met andere gezelschappen. Hij was verbonden aan de Deutsche Oper in Berlijn, het American Ballet Theatre en het Houston Ballet. Tot zijn creaties voor het ballet van de Deutsche Oper behoren enkele van zijn meest opgevoerde werken.
Hij werkte veel samen met de ontwerpers Barry Kay en Nicholas Georgiadis.
MacMillan werd in 1983 door koningin Elizabeth geridderd. Hij overleed in 1992 tijdens een uitvoering van zijn ballet Mayerling achter de coulissen van het Londense Royal Opera House aan een hartaanval.

## Grote balletten van Kenneth Macmillan
| Titel                     | jaar | gezelschap              | componist                                          |
| ------------------------- | ---- | ----------------------- | -------------------------------------------------- |
| Romeo en Julia            | 1965 | Royal Ballet            | Prokofiev                                          |
| De schone slaapster       | 1967 | Deutsche Oper Ballet    | Tsjaikovski                                        |
| Het Zwanenmeer            | 1969 | Deutsche Oper Ballet    | Tsjaikovski                                        |
| Anastasia                 | 1971 | Royal Ballet            | Tsjaikovski, Martinů, Fritz Winckel, Rüdiger Rüfer |
| De schone slaapster       | 1973 | Royal Ballet            | Tsjaikovski                                        |
| Manon                     | 1974 | Royal Ballet            | Massenet                                           |
| Mayerling                 | 1978 | Royal Ballet            | Liszt                                              |
| Isadora                   | 1981 | Royal Ballet            | Richard Rodney Bennett                             |
| De schone slaapster       | 1987 | American Ballet Theatre | Tsjaikovski                                        |
| The Prince of the Pagodas | 1989 | Royal Ballet            | Britten                                            |

- Biblioteca Nacional de España: XX4953523
- Bibliothèque nationale de France: cb14117550q (data)
- Gemeinsame Normdatei: 120889226
- International Standard Name Identifier: 0000 0001 0813 5733
- Library of Congress Control Number: n82087298
- MusicBrainz: 51dabb6a-531e-460c-ab8f-1ff6eb8b31d6
- Nationale Bibliotheek van Tsjechië: xx0183776
- Nationale Bibliotheek van Israël: 987007432386805171
- Nederlandse Thesaurus van Auteursnamen: 07258565X
- Istituto Centrale per il Catalogo Unico: RAVV089921
- SNAC: w63r1m3h
- Système universitaire de documentation: 153106581
- Virtual International Authority File: 3819711
- WorldCat: E39PBJhGY4bjfyvkt3wGqVD6rq